# Munnogonium tillerae
Munnogonium tillerae là một loài chân đều trong họ Paramunnidae. Loài này được Menzies & Barnard miêu tả khoa học năm 1959.